# Кметове на Ихтиман
Kmet